# Komórki fagocytarne
komórki fagocytarne to gwieździste komórki ułożone w przedniej części jamy ciała nicieni wzdłuż bocznych wałków wydalniczych, zatrzymują one i gromadzą nierozpuszczalne produkty przemiany materii, jak również ciała stałe, które dostały się do organizmu.